# The Royal Saudi Strategic Missile Force
The Royal Saudi Strategic Missile Force (Arabiska: قوة الصواريخ الإستراتيجية الملكية السعودية; RSSMF) är en del av den saudiska försvarsmakten som ansvarar för vapensystem med ballistiska robotar.